# Felton (Minnesota)
Felton é uma cidade localizada no estado americano de Minnesota, no Condado de Clay.

## Demografia
Segundo o censo americano de 2000, a sua população era de 216 habitantes.
Em 2006, foi estimada uma população de 205, um decréscimo de 11 (-5.1%).

## Geografia
De acordo com o United States Census Bureau tem uma área de
2,7 km², dos quais 2,7 km² cobertos por terra e 0,0 km² cobertos por água. Felton localiza-se a aproximadamente 278 m acima do nível do mar.

## Localidades na vizinhança
O diagrama seguinte representa as localidades num raio de 24 km ao redor de Felton.